# 寒原峠

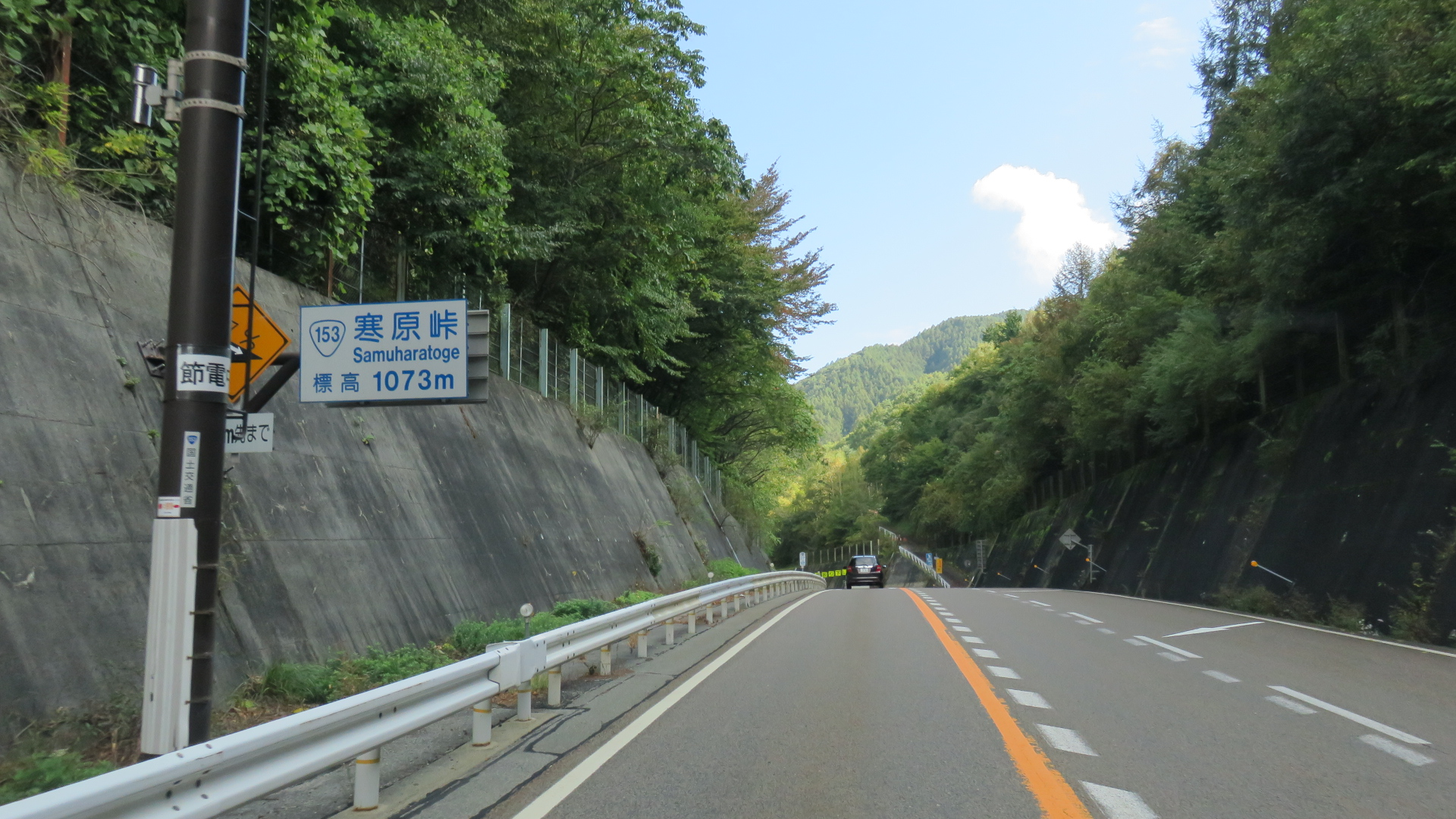
国道153号の寒原峠
2017年10月撮影

寒原峠（さむはらとうげ）は、木曽山脈南部の長野県下伊那郡阿智村浪合にある標高1,073 mの峠。
中山道の脇往還であった三州街道（国道153号）の駒場宿と浪合宿の間にあり、駒場宿から寒原峠へまでの沢沿いの道のりは難所として知られた。
合併前の旧浪合村の範囲はほぼ寒原峠と治部坂峠に挟まれた小盆地に当たるが、寒原峠は旧村境上ではなく3 kmほど浪合村側へ入った位置にある。北側には三階峰、東側には松沢山、南西側には大川入山がある。

## 周辺
- あららぎ高原スキー場